# 16К20
16К20 — токарно-винторезный станок, предназначенный для выполнения разнообразных токарных работ, в том числе для нарезания резьб: метрической, дюймовой, модульной, питчевой.

Станок токарно-винторезный 16К20

Станок производился с 1973 года на Московском станкостроительном заводе «Красный пролетарий».  Основной универсальный токарно-винторезный станок машиностроения. Станок являлся одним из самых массовых универсальных станков в СССР. Сейчас станок также широко используется в странах постсоветского пространства .
Обозначение модели 16К20,где 1-группа; 6-тип; 200 мм от оси шпинделя до направляющих станины.
Основная масса станков завода «Красный пролетарий» выпускалась с 1956 по 1991 год.
Завод «Красный пролетарий» представил более современную модель МК6056, которая является аналогом станку 16К20. 

## Технические характеристики станка
- Класс точности — H
- Наибольший диаметр обрабатываемой заготовки над станиной 400 мм
- Наибольший диаметр точения над поперечным суппортом 220 мм
- Наибольший диаметр обрабатываемого прутка 50 мм
- Наибольшая длина обрабатываемого изделия 710, 1000, 1400, 2000 мм
- Предел числа оборотов шпинделя 12,5-1600 об/мин
- Пределы подач — продольных 0,05-2,8 мм/об — поперечных 0,025-1,4 мм/об
- Наибольшее усилие допускаемое механизмом подач на упоре — продольное 800 кгс — поперечное 460 кгс
- Наибольшее усилие допускаемое механизмом подач на резце — продольное 600кгс — поперечное 360 кгс
- Мощность электродвигателя главного движения 11 кВт
- Габариты станка — длина 2505, 2795, 3195, 3795 мм — ширина 1190 мм — высота 1500 мм
- Масса станка — 2835, 3005, 3225, 3685 кг